# Hala Izerska
Die Alm Hala Izerska, auch Izerska Łąka (deutsch: Große Iserwiese, tschechisch: Velká Jizerská louka), ist eine Alm auf dem Hohen Iserkamm im polnischen Isergebirge in der Woiwodschaft Niederschlesien. Sie liegt auf eine Höhe von 840–880 Meter über dem Meer.

## Geschichte
Auf der Alm wurde im 17. Jahrhundert die Siedlung Groß Iser von Glaubensflüchtlingen aus Böhmen gegründet. Der Ort wuchs bis ins 20. Jahrhundert auf mehrere hundert Bewohner an. Die Bewohner wurden 1945 vertrieben und die Alm wurde militärisches Sperrgebiet. Die meisten Gebäude wurden in den 1950er Jahren planmäßig zerstört. Allein die ehemalige Neue Schule ist erhalten. Sie wird heute als Baude Górzystów-Hütte genutzt. Unweit der Hütte befindet sich das Grab von Paul Hirt, dem letzten Wirt der Groß Iser Baude, der im Mai 1945 hier von Soldaten der Roten Armee ermordet wurde. Ein Teil der Alm wird als Naturreservat Hochmoor im Tal der Iser geschützt.

## Klima
Das Klima ist feucht-kalt. Die Niederschlagsmenge beläuft sich auf 1500 mm pro Jahr. Temperaturen von −36 °C treten im Winter auf. Frost gibt es jedoch auch in den Sommermonaten. Die Hala Izerska gilt als Kältepol Polens. Die Schneedecke liegt regelmäßig über ein halbes Jahr. Das Klima begünstigt die Moor- und Torfbildung.

## Tourismus
Auf der Alm befindet sich die Berghütte Górzystów-Hütte.
Im Tal befinden sich zahlreiche Wanderwege.
- ▬ Ein rot markierter Wanderweg führt von der Alm nach Jakuszyce.
- ▬ Ein gelb markierter Wanderweg führt von dem Berg Stóg Izerski über die Alm auf den Bergpass Rozdroże Izerskie.
- ▬ Ein glaub markierter Wanderweg führt von der Alm Polana Izerska über die Alm nach Szklarska Poręba.

Es kreuzen sich hier auf Skilanglauf-Loipen und Fahrradwege.